# Cribel

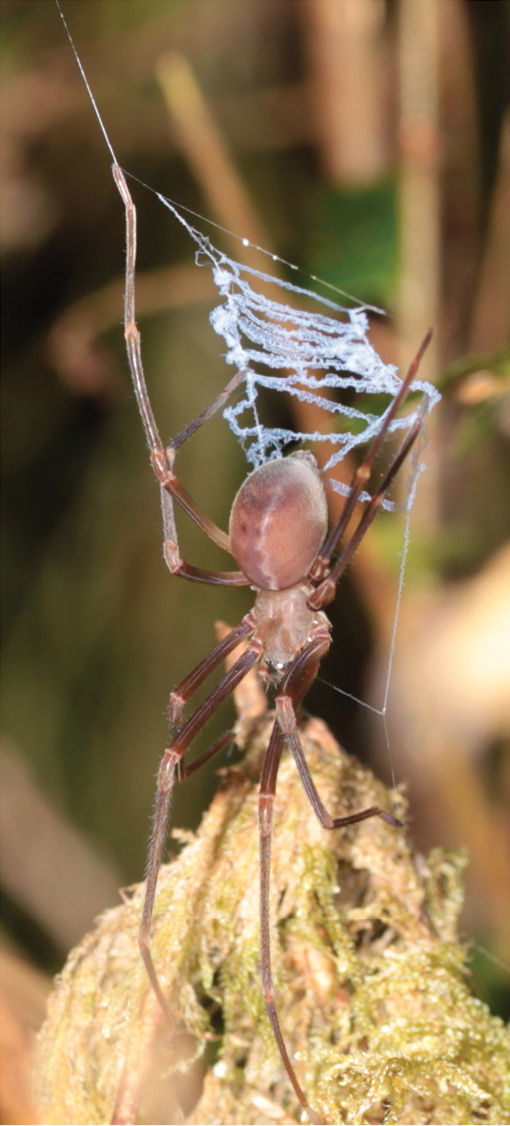
Progradungula otwayensis (Gradungulidae) en una teranyina, una trampa feta de seda filada del seu cribel

El cribel, cribel·le, o cribellum és un òrgan de les aranyes que es troba davant de les fileres, i es presumeix que és l'homòleg al vuitè parell de fileres de les aranyes primitives, els mesotels (Mesothelae) i els migalomorfs (Mygalomorphae). Produeix una seda que té una estructura similar a la llana, també anomenada seda cribel·lar, la qual es crea a partir de les seves fúscules funcionals.

## Aranyes cribel·lades
Les aranyes que posseeixen cribel, es denominen aranyes cribel·lades, i posseeixen al seu torn calamistre, un conjunt de pèls especials, que es troben disposats en fila, en el metatars del quart parell de potes, que és molt variat tant en l'aparença com en el desenvolupament. El calamistre fila la seda produïda per les glàndules del cribel. Algunes famílies posseeixen un cribel reduït denominat colulus, del que es desconeix la funció. Existeixen famílies, fins i tot, en què no es troba cap homòleg a aquest òrgan. La presència d'aquest òrgan s'utilitza per classificar a les aranyes del subordre Araneomorfs (Araneomorphae) en cribel·lades o acribel·lades (aranyes acribel·lades). Aquesta distinció és usada en els estudis de les relacions evolutives.
El 1967 Lehtinen va observar que hi havia certes famílies que posseïen individus tant cribel·lats com acribel·lats. En l'actualitat es pensa que l'ancestre de totes les Araneomorphae era cribelat (simplesiomorfia) i, de manera secundària, aquest òrgan va desaparèixer en certes aranyes araneomorfes. No obstant això, certes espècies acribel·lades semblen no haver evolucionat d'ancestres cribel·lats. En aquest sentit, s'ha proposat una altra classificació i així s'anomenen paleocribel·lades (Paleocribellatae) a les aranyes arenomorfes amb característiques més primitives, que té com a únics representants els hipoquílids, amb totes les altres famílies d'arenomorfes considerades neocribel·lades (Neocribellatae).
Els 1990 s'havien descrit prop de 180 gèneres en 23 famílies que posseeixen membres cribel·lats. Tot i que a Austràlia es troben gran quantitat d'espècies cribel·lades encara sense descriure, per la qual cosa aquella fauna pot portar coneixements de gran importància, ja que en aquesta zona es troben formes de vida que no es hi ha en cap altra zona del món com, per exemple, els marsupials.